# Pseudozelota punctipennis
Pseudozelota punctipennis là một loài bọ cánh cứng trong họ Cerambycidae.